# Frankie und seine Spießgesellen
Frankie und seine Spießgesellen ist der deutsche Titel der US-amerikanischen Filmkomödie Ocean’s 11, die 1960 unter der Regie von Lewis Milestone entstand. Der Film basiert auf einem Roman von George Clayton Johnson.

## Handlung
Elf Freunde, die zusammen im Zweiten Weltkrieg in der 82. US-Luftlandedivision gedient hatten, treffen sich unter der Führung von Frankie Ocean (in der Original-Fassung: Danny Ocean) wieder, um am Neujahrstag die fünf größten Casinos von Las Vegas (Desert Inn, Flamingo, Riviera, Sahara und Sands) gleichzeitig auszurauben. 
Zu seiner Truppe gehören unter anderem der Barsänger Sam Harmon, der ehemalige Sprengstoffexperte Josh Howard, nun ein Fahrer der Müllabfuhr, der Lebemann Jimmy Foster sowie der gerade aus der Strafanstalt St. Quentin entlassene und schwerkranke Elektriker Tony Bergdorf. 
Der Coup läuft glatt, die Probleme folgen erst später. Ganz nach Plan sprengen sie einen Strommast, um dank des folgenden Stromausfalls das Sicherheitssystem der Casinos zu umgehen. Mit Hilfe von Infrarot-Brillen und vorher angebrachter Farbmarkierungen ist es ihnen möglich, sich in der Dunkelheit zu orientieren und das Wachpersonal auszuschalten. Nachdem dies gelungen ist, wird das erbeutete Geld der fünf Casinos jeweils in Reisetaschen verstaut, diese wiederum in fünf Mülltonnen versteckt und danach von Josh Howard auf eine Mülldeponie geschleust. 
Aufgrund einer Verkettung unglücklicher Umstände erfährt jedoch Jimmys zukünftiger Stiefvater Duke Santos, der selbst früher Ganove gewesen ist, von dem Coup und will nun Frankie und seine Leute um 50 Prozent der Beute erpressen. Die Gelegenheit, Duke zuvorzukommen und die Beute aus der Stadt nach San Francisco zu verschieben, soll sich bei Tony Bergdorfs Trauerfeier bieten. Dieser war kurz nach dem Raub wegen eines Herzinfarkts tot auf der Straße zusammengebrochen. In Tonys Sarg, der vermeintlich zurück nach San Francisco überführt werden soll, wollen die Ocean’s Eleven die Beute transportieren. Da Tonys Witwe kaum finanzielle Mittel zur Verfügung hat, den Leichnam zu überführen, überzeugt sie der Bestatter aber davon, ihn in Las Vegas zu beerdigen. 
Als die Spießgesellen davon erfahren, nehmen sie an der Zeremonie teil. Während dieser stellt sich heraus, dass Tony gerade mit seinem Sarg eingeäschert wird. Die Beute verbrennt mit Ausnahme einer kleinen Summe, die die Spießgesellen vorher für Tonys Familie beiseite gelegt hatten.

## Das „Rat Pack“
Die Hauptdarsteller des Films sind Dean Martin, Sammy Davis jr., Frank Sinatra, Joey Bishop und Peter Lawford, außerdem Shirley MacLaine in einer kleinen Gastrolle, die alle zusammen unter dem Namen Rat Pack bekannt waren und neben Ocean’s 11 noch weitere gemeinsame Filme drehten.

## Neuverfilmung und Fortsetzungen
2001 kam eine Neuverfilmung des Originals von 1960 mit den Hauptdarstellern George Clooney, Julia Roberts, Brad Pitt, Matt Damon und Andy García unter dem auch im deutschsprachigen Raum verwendeten Titel Ocean’s Eleven in die Kinos. Regie führte dabei Steven Soderbergh. Im Gegensatz zur Originalfassung gelingt im Remake der Millionenraub.
2004 und 2007 folgten Fortsetzungen unter den Titeln Ocean’s 12 und Ocean’s 13. Ein Ableger mit dem Titel Ocean’s 8 erschien im Jahr 2018. Dort dreht es sich um die Meisterverbrecherin Debbie Ocean, die Schwester von Daniel Ocean.

## Kritiken
„[…] Sinatras Rattenpack agiert recht fidel; mit einem überraschenden Schluß. (Wertung: 2 Sterne, durchschnittlich)“

„Versuch einer Gaunerkomödie. Große Starbesetzung, kleiner Regieerfolg.“

„Genüsslich nimmt sich Regisseur Lewis Milestone Zeit, seine Akteure einzuführen und vorzustellen, ehe man zum „eigentlichen Geschehen“ kommt. So sind die ersten 60 Minuten dann auch mehr „Las Vegas-Atmosphäre-Schnuppern“, wo man sich dann in der verbleibenden Stunde so richtig austoben darf.“